# Антиимпериалистические ячейки
Антиимпериалистические ячейки (нем. Antiimperialistische Zellen, AIZ) — немецкая леворадикальная подпольная организация, созданная в 1992 г. Члены AIZ рассматривают себя как продолжателей антиимпериалистической борьбы Фракции Красной Армии.
В своем первом коммюнике, появившемся в 1994 г., Антиимпериалистические ячейки определили цель своей практической деятельности как «осуществление вооружённых операций против представителей элиты ФРГ на их рабочих местах или по месту их жительства». В сфере теории ячейки стремятся к выработке оригинальной теории на основе опыта РАФ и латиноамериканских партизанских движений.
В период с 1992 по 1996 гг. AIZ предприняли ряд поджогов и организовали несколько взрывов в знак протеста милитаризации страны, поддержки правительством фашистских режимов и репрессий против курдских революционеров. 25 февраля 1996 г. Бернард Фальк и Михаэль Штейнау были арестованы по подозрению в причастности к деятельности ячеек. В 1999 г. они были осуждены на 9 и 13 лет заключения.
Ячейки не были поддержаны левыми и оказались в идеологическом вакууме. Их деятельность также подверглась критике со стороны леворадикальной организации «Барбара Кистлер Коммандо», которая по мнению уголовной полиции является их же собственным псевдонимом.